# Trichoridia inornata
Trichoridia inornata är en fjärilsart som beskrevs av W. Warren 1911. Trichoridia inornata ingår i släktet Trichoridia och familjen nattflyn. Inga underarter finns listade i Catalogue of Life.